# 11 pr. n. št.
11 pr. n. št. je bilo po julijanskem koledarju navadno leto, ki se je začelo na ponedeljek ali torek oz. prestopno leto, ki se je začelo na nedeljo, ponedeljek ali torek (različni viri navajajo različne podatke). Po proleptičnem julijanskem koledarju je bilo navadno leto, ki se je začelo na soboto.
V rimskem svetu je bilo znano kot leto konzulstva Tubera in Maksima, pa tudi kot leto 743 ab urbe condita.
Oznaka 11 pr. Kr. oz. 11 AC (Ante Christum, »pred Kristusom«), zdaj posodobljeno v 11 pr. n. št., se uporablja od srednjega veka, ko se je uveljavilo številčenje po sistemu Anno Domini.

## Dogodki
- rimske sile pod poveljstvom Nerona Klavdija Druza utrdijo mejo cesarstva na Renu in zgradijo trdnjave pri današnjem Bonnu, Dorstenu, Halternu ter Bergkamnu.

## Rojstva
- Herod Agripa I., kralj Judeje († 44)

## Smrti
- Oktavija Mlajša, sestra rimskega cesarstva Oktavijana (* 69 pr. n. št.)